# Kufenstechen

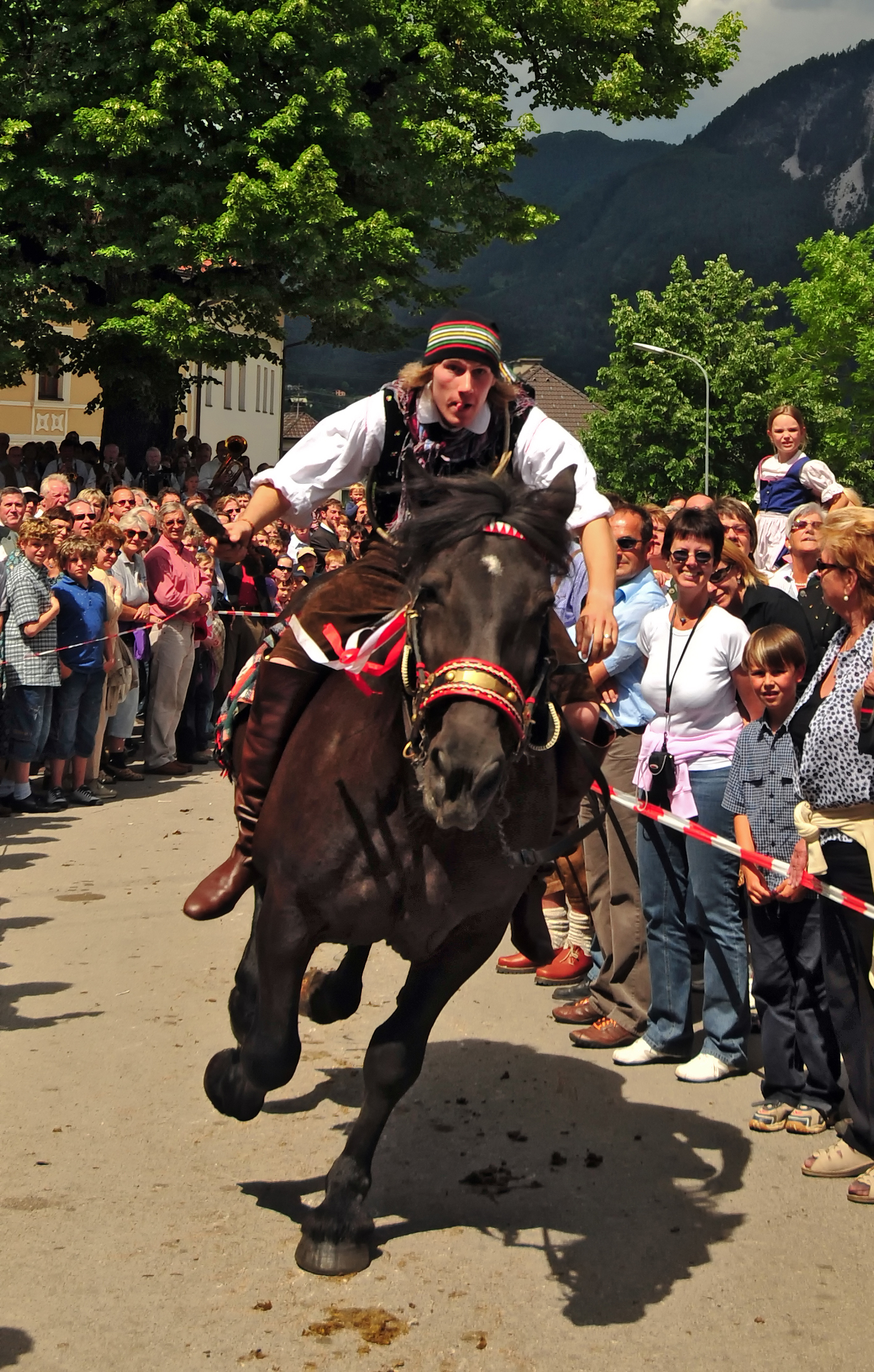
Ryttare i traditionell dräkt under Kufenstechen i Feistritz an der Gail.

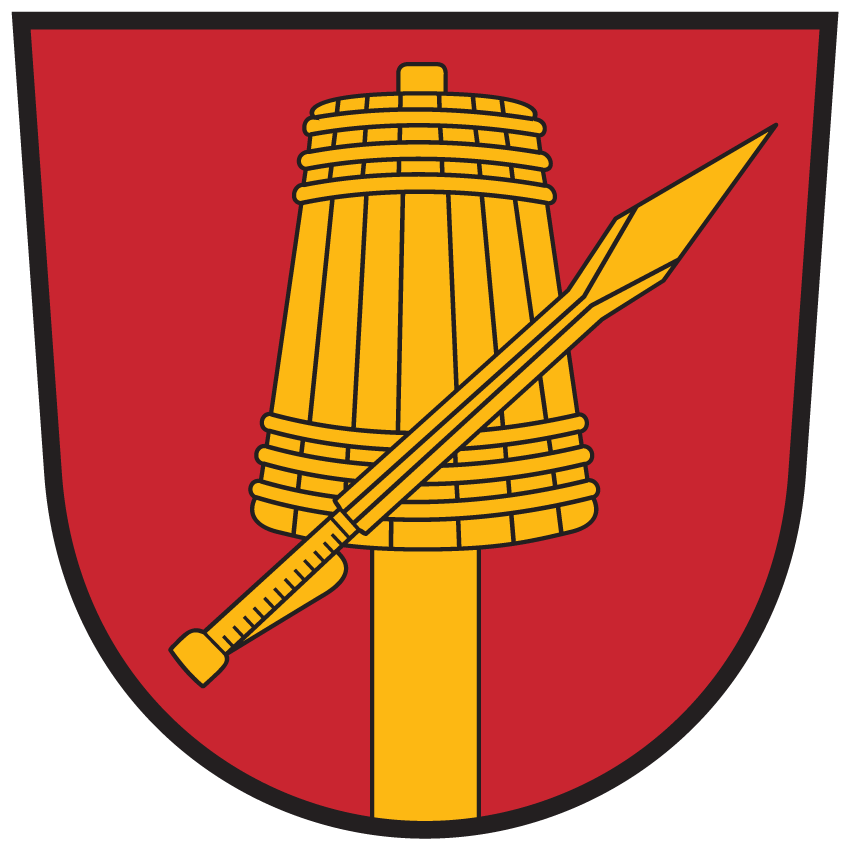
Trätunnan och järnklubban på byvapnet för Feistritz an der Gail (Bistrica na Zilju på slovenska).

Kufenstechen (Štehvanje på slovenska) är en ryttarsed hos den slovenskspråkiga befolkningen i orterna i Gailtal (Ziljska Dolina på slovenska), i det österrikiska förbundslandet Kärnten. Mest bekant är Kufenstechen i Feistriz and der Gail (Bistrica na Zilju på slovenska).

## Historia
Sedens ursprung är inte helt känd och många legender är kopplad till den. Medeltida riddarspel, eller dessas föregångare, det romerska quintana lär vara förebilden. Quintana var en soldatövning där målet som skulle nockas ut satt på en manshög påle, precis som i Kufenstechen. Likartade tornerspel levde i adliga kretsar i norra Italien och Istrien ända till 1800-talet.
I Gailtal finns dock ryttarspelen hos allmogen. Seden fyllde en funktion som initieringsrit. De unga männen som rider utan sadel på Norikerhästar kan i ryttarspelen visa upp sin styrka och sitt mod, och därmed platsa i byns ”grabbgemenskap” (”konta” på slovenska). Minst lika viktigt för männen var att kunna visa att de var samspelta med och kunde hantera sina hästar väl. Den ekonomiska basen för befolkningen i Gailtal var sedan urminnes tid fram till modern tid uppfödningen av Norikerhästar och transport av gods över Alperna med droskor och packhästar. Det kunde vara ett tungt och farligt jobb. Gailtalborna var duktiga handelsmän. 

## Seden
Kufenstechen sker traditionsenligt på byns församlingsdag, när det helgon som bykyrkan är helgad åt har sin namnsdag.
Efter mässan marscherar byborna i procession led av spelmän till tornerbanan, bärandes trätunnan som är mål i ryttarspelet och den blomsterkrans (krancelj på slovenska) som vinnaren skall bära runt sin arm.
Ryttarspelet sker från osadlade hästar. Männen skall under snabb ritt spräcka trätunnan med en järnklubba (količ på slovenska). Trätunnan är fäst på en manshög påle. Den som först spräcker tunnan vinner och får blomsterkransen.
Vinnaren har sedan äran att inleda Lindentanz (Rej pod lipo på slovenska) under bylinden med någon av byns ungmör. Linden är slovenernas nationalträd och varje by med slovensk befolkning har en bylind som vårdträd.
Deltagarna är klädda i sina vackra Gailtalerdräkter. Till skillnad från de övervägande mörka och strama folkdräkterna hos majoriteten av Kärntens befolkningen som numera talar tyska, är slovenernas Gailtalerdräkt färgrik. Maria Theresa av Österrike ansåg på 1700-talet att kvinnodräkten i Gailtal var osedlig.
Seden ackompanjeras av urgamla polyfona hymner på den slovenska gailtalerdialekten. Treklangspolyfonier som är det typiska slovenska sättet att sjunga på är idag mycket populära i Kärnten. 
Kufenstechen i orterna i Gailtal är ett evenemang som drar mycket publik.